# Niklas Lomb
Niklas Uwe Bernd Lomb (* 28. Juli 1993 in Köln) ist ein deutscher Fußballtorwart. Er steht beim Bundesligisten Bayer 04 Leverkusen unter Vertrag.

## Karriere
Niklas Lomb begann 1999 im Alter von sechs Jahren seine Karriere in der F-Jugend des SC West Köln im Stadtteil Neuehrenfeld. Dort wurde er zunächst als Feldspieler eingesetzt, interessierte sich aber bald für die Position des Torhüters, sodass er im Mannschaftstraining gelegentlich im Tor stand. Nach einiger Zeit wechselte Lomb endgültig die Position und tauschte seinen Feldspielerplatz mit dem bisherigen Torhüter.
Ab 2006 trainierte er zweimal wöchentlich nebenbei in der Jugend des Bundesligisten Bayer 04 Leverkusen. Der Verein riet ihm, parallel hauptsächlich beim SC West zu bleiben, um dort größere Chancen auf Spielpraxis zu halten. Der Wechsel erfolgte schließlich 2008. Ab diesem Zeitpunkt spielte er in der vereinseigenen B- und später in der A-Jugend. Ab 2012 stieg er in den Herrenbereich auf und kam in zwei Spielzeiten für die zweite Mannschaft zum Einsatz, für die er bis zu ihrer Auflösung 2014 62-mal auflief. Zur Saison 2012/13 rückte er zusätzlich als dritter Torhüter hinter Bernd Leno und Michael Rensing in den Profikader auf. Sein Profidebüt gab er im letzten Gruppenspiel in der Europa League am 6. Dezember 2012 gegen Rosenborg Trondheim.
Nachdem der Verein seine zweite Mannschaft zur Saison 2014/15 abgemeldet hatte, kam Lomb in der Vorrunde als vierter Torhüter hinter Bernd Leno, Dario Krešić und David Yelldell zu keinen Einsätzen mehr. Daher wechselte er am 8. Januar 2015 bis zum Saisonende auf Leihbasis in die 3. Liga zum Halleschen FC. In seinem ersten Spiel für den HFC gegen den MSV Duisburg sah er nach drei Minuten die Rote Karte nach einer Notbremse gegen Steffen Bohl. Nachdem er seine Sperre abgesessen hatte, absolvierte er noch zwölf weitere Drittligapartien für die Hallenser.
Zur Saison 2015/16 wurde Lomb wieder in die 3. Liga verliehen, dieses Mal an Preußen Münster. Sein Pflichtspieldebüt für Münster gab Lomb am 25. Juli 2015 im Heimspiel gegen die SG Sonnenhof Großaspach, das 1:1 endete. Im Sommer 2016 kehrte er nach Leverkusen zurück, wo er in den folgenden zwei Jahren jedoch zu keinem Pflichtspieleinsatz kam. Für die Saison 2018/19 wurde Lomb an den Zweitligisten SV Sandhausen verliehen. Hier verdrängte er schon nach dem 2. Spieltag den bisherigen Stammtorwart Marcel Schuhen, welcher sich jedoch zum Ende der Hinrunde wieder als Nummer 1 behaupten konnte. Anschließend kam Lomb nicht mehr zum Einsatz. Anfang Mai 2020 wurde der in Leverkusen auslaufende Vertrag des Keepers um zwei weitere Jahre verlängert.
Sein Bundesliga-Debüt für Bayer 04 gab er am 13. Februar 2021, dem 21. Spieltag der Saison 2020/21, beim Heimspiel gegen den 1. FSV Mainz 05, als er zur Halbzeit und beim Stand von 1:0 für seine Mannschaft für den verletzten Lukáš Hrádecký eingewechselt wurde. Nachdem die Werkself ihre Führung auf 2:0 hatte ausbauen können, musste Lomb in der 89. und der 92. Minute noch zwei Gegentore hinnehmen; das Spiel endete unentschieden. Da Hrádecký über dieses Spiel hinaus mit einer Verletzung an der rechten Achillessehne ausfiel, setzte Cheftrainer Peter Bosz auch in den folgenden Spielen auf Lomb als Nummer 2 vor dem zu Saisonbeginn neu dazugekommenen Lennart Grill, sodass er zu drei weiteren Einsätzen kam. Aufmerksamkeit zog er dabei in seinem zweiten Bundesligaspiel auf sich, als er in der Auswärtspartie beim FC Augsburg zu Beginn des Spiels nach einem Rückpass von seinem Gegenspieler Florian Niederlechner bedrängt wurde und den zu klärenden Ball mit dem Fuß verfehlte, was Niederlechner zum zwischenzeitlichen Führungstreffer nutzte. Auch in den folgenden Spielen geriet Lomb in den Fokus, der nach Einschätzungen der Fachpresse bei Gegentoren Fehler beging. So konnte er im Rückspiel des Sechzehntelfinales in der Europa League, wobei er im Hinspiel bereits vier Gegentore hatte hinnehmen müssen, nach der Flanke eines Young-Boys-Bern-Spielers den gefangenen Ball nicht kontrollieren und ließ ihn fallen, was unmittelbar darauf zum 0:1-Rückstand führte. Mit Niederlagen und insgesamt sechs Gegentoren in beiden Spielen schieden die Leverkusener in dieser Runde aus dem Wettbewerb aus. Aufgrund der hohen Belastungen, die Bosz bei Lomb erkannt habe, wechselte der Trainer auf der Torhüterposition und gab Grill im anschließenden Ligaspiel gegen den SC Freiburg den Vorzug, wodurch Lomb wieder auf der Bank wechselte.
Im April 2022 verlängerte Lomb seine Vertragslaufzeit mit Bayer Leverkusen um zwei weitere Jahre bis Mitte 2024. Eine weitere Verlängerung erfolgte 2024 bis 2027.

## Persönliches
Lomb wurde im Juli 1993 in Köln geboren. Nach der Grundschule besuchte er ein Gymnasium in Ehrenfeld und pendelte ab 2006 zweimal wöchentlich zum Training am Kurtekotten an der Stadtgrenze zu Leverkusen. Er schloss die Schule mit einem Abiturschnitt von 2,4 ab. Er absolviert ein Fernstudium in Düsseldorf im Bachelor-Studiengang Sportbusiness-Management.

## Titel
- Deutscher Meister: 2024 (ohne Einsatz)
- Deutscher Pokalsieger: 2024 (ohne Einsatz)